# 光箨苦竹
光箨苦竹（学名：Pleioblastus amarus var. subglabratus）为禾本科大明竹属下的一个变种。

## 扩展阅读
- 維基物種上的相關：光箨苦竹